# Регламент Верховної Ради України
Регламент Верховної Ради України — це єдиний нормативно-правовий акт, що встановлює порядок діяльності єдиного органу законодавчої влади в Україні - українського парламенту - Верховної Ради України, має особливий порядок внесення змін, доповнень та безпосереднього його скасування.

## Законодавчий статус
Прийнятий на виконання ч. 5 ст. 83 Конституції України, відповідно до якої, порядок роботи Верховної Ради України встановлюється Конституцією України та Регламентом Верховної Ради України.

Відповідно до статті 1 регламенту Верховної Ради (редакція від 19 листопада 2010): 
|  | Регламент встановлює порядок підготовки і проведення сесій Верховної Ради, її засідань, формування державних органів, визначає законодавчу процедуру, процедуру розгляду інших питань, віднесених до її повноважень, та порядок здійснення контрольних функцій Верховної Ради. |